# Интерлеукин 31
Интерлеукин 31 или ИЛ-31 је протеин који је код људи кодиран ИЛ31 геном.

## Функција
ИЛ-31 је цитокин са структуром четири-хеликса снопова, који преференцијално производе помоћне T ћелија типа 2 (Тх2). ИЛ-31 се на основу структуре сврстава у ИЛ-6 фамилију цитокина. ИЛ-31 сигнализира путем рецепторског комплекса који се састоји од ИЛ-31 рецептора A (ИЛ31РA) и онкостатин M рецептор под-јединица. Те рецепторске под-јединице су изражене у активираним моноцитима и у нестимулисаним епителијалним ћелијама.

## Клинички значај
За ИЛ-31 се верује да игра улогу у инфламацији коже.